# Стадион Сера Доурада
Стадион Сера Доурада (порт. El Estadio do Governo do Estado de Goiás), је стадион у Гојанији, Бразил. Стадион је познат као стадион Сера Доурада и то је спортски вишенамски стадион. Има капацитет за 42.049 седења и 8.000 стајања, места за укупно 50.049 гледалаца.

### Историја стадиона
Изградња стадиона Сера Доурада је завршена 1975. године, а стадион је свечано отворен 9. марта исте године. То је било једно од места одржавања Копа Америка 1983. и Копа Америка 1989. Стадион је такође био неутрално место одигравања утакмице репризе групне фазе Копа Либертадорес 1981. између Фламенга и Атлетико Минеира, у којој је КОНМЕБОЛ прогласио Фламенга за победника, након што је судија Хосе Роберто Вригхт искључио пет играча Атлетико Минеира.
Прва утакмица на овом стадиону је одиграна је 9. марта 1975. године, када је Гојас Стате Ал-Старс победио репрезентацију Португалије са 2:1. Први гол на стадиону постигао је Португалац Октавио. Инаугурациона утакмица означила је и рекорд посећености стадиона, са присутних 79.610 гледалаца.